# Flavodoksin
Flavodoksini su proteini elektronskog transfera. Flavodoksin je bakterijski protein koji sadrži flavin mononukleotid. Struktura flavodoksina je karakterisana petolančanom paralelnom beta ravni, okruženom alfa heliksima sa obe strane. Oni su izolovani iz prokariota, cijanobakterija, i pojedinih eukariotskih algi.

## Spoljašnje veze
- Flavodoxin на 